# Магас
Магас (рус. Магас) град је у Русији у републици Ингушетија. По подацима из 2009. године у граду је живело 415 становника. 

## Географија
Површина града износи 12,63 km².

## Становништво
Према прелиминарним подацима са пописа, у граду је 2010. живело становника 2502, (%) више него 2002.
| 2002. | 2010. | 2013. |
| ----- | ----- | ----- |
| 275   | 2.502 | 4.106 |